# Amélie Élie
Amélie Élie, també escrit Amélie Hélie (Orleans, 14 de març de 1878 – Bagnolet, 6 d'abril de 1933) va ser una cèlebre prostituta francesa, coneguda sota el nom de «Casque d'or» dins Le Milieu dels apaches del París de la Belle Époque.
== Biografia 

## La noia d'Orleans
Quan era petita, Amélie Élie va descobrir el París de Haussmann quan els seus pares es van establir al nou  11è districte, un barri obrer on l'esperança de vida dels nens és set vegades menor que als barris més saludables i on una de cada deu noies acaba convertint-se en prostituta, la taxa més alta de la capital.
Segons les seves “Memòries”, recollides pel periodista Henri Frémont, la jove orleanesa es va mostrar precoç instal·lant-se a una llar als tretze anys amb un treballador de quinze anys sobrenomenat “le Matelot”. Trobats a l'Hôtel des Trois Empereurs, són separats per la força. Aleshores, Le Matelot comparteix la seva vida entre reformatoris i fugitius, però l'aventura amb Amélie dura un any.

## Fent el carrer

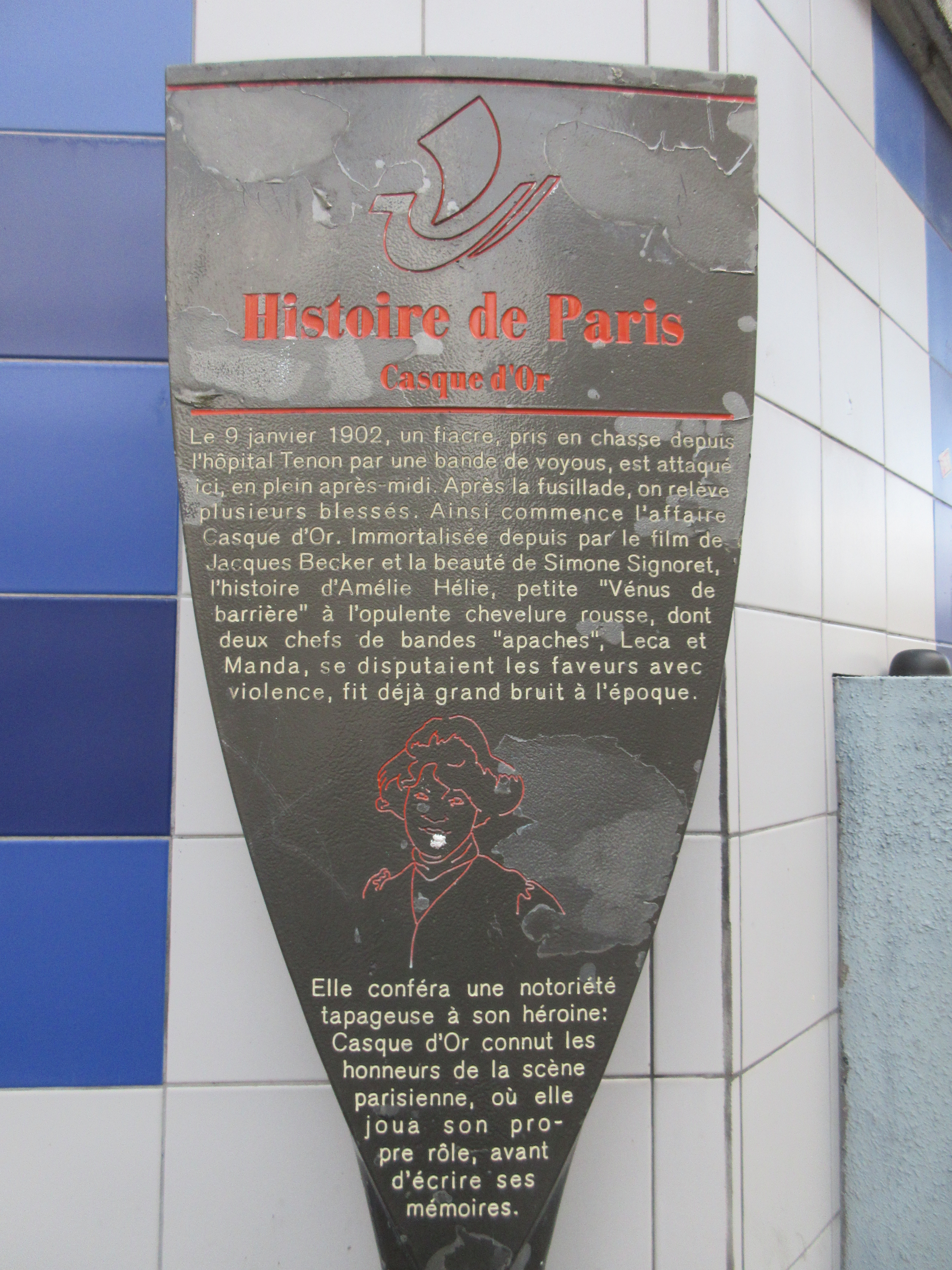
Un panell Histoire de Paris li és consagrat.

Amb catorze anys, Amélie Élie va perdre la seva mare i es va trobar al carrer. Abandona el seu xicot, el Matelot, i prefereix la companyia més reconfortant d'una prostituta, que es diu "Hélène de Courtille". Li dona la benvinguda a casa i la llença al carrer. La noia i la dona es fan amigues i amants. Amélie s'adapta al París de la nit i al món dels pinxos al servei dels proxenetes que la premsa, comparant la Zone amb el Far West, anomenarà els apaches.
És en un bistrot anomenat La Pomme au lard on coneix el seu futur company, Bouchon. Cansada de l'afecció d'Hélène i de la seva gelosia, l'Amélie es deixa caure als seus braços, o millor dit al seu racó de la vorera. A les seves Memòries, descobrim que "Proporciona somnis als homes" i "alleuja les dones". Acull "joves empleats que treuen la llengua i els mima en braços" i, per tant, té un paper econòmic en constituir "una manera de circulació de la riquesa pública".

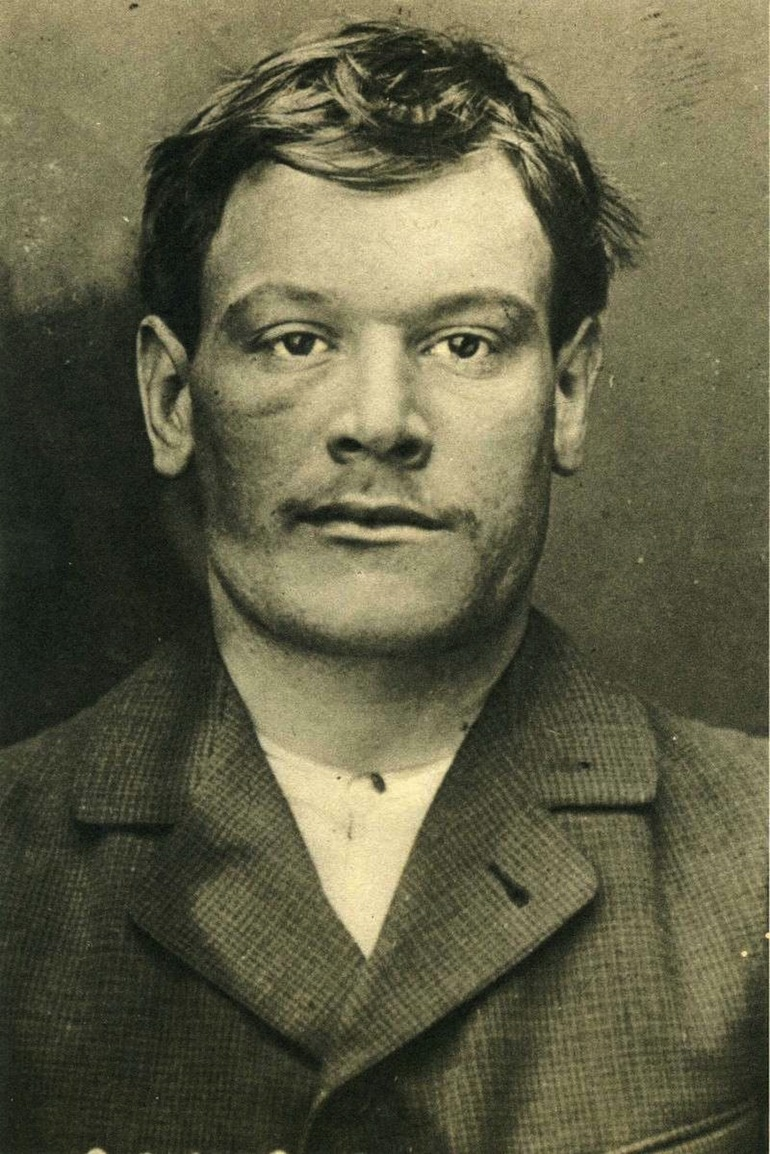
Fitxa policial de Joseph Pleigneur, dit «Manda».

Bouchon estableix objectius pecuniaris per als seus "guanys". Es torna cada cop més exigent i cada cop més violent. Un vespre, quan tenia dinou anys, Bouchon i un acòlit la van colpejar amb els punys. Ell la culpa de prendre temps per ella mateixa. Estabornida, vaga durant tres dies i fuig del quartier de Charonne. El seu viatge la porta a la contraescarpa de la Bastilla, on coneix Joseph Pleigneur, conegut com "Manda", sobrenomenat "l'Home", un cap de colla de vint-i-dos anys .
Amélie no vol canviar la seva activitat. Manda viu principalment de les seves habilitats manuals, fent per als seus amics les eines necessàries per a la professió de lladre. A la superfície, és un home agradable per viure, però està fora per negocis o altres afers amorosos, que el seu habitual, gelosa, ho tolera malament. Quan és abandonada, en comptes d'esperar-la a casa, Amélie Élie torna al carrer i hi oblida la seva soledat.

## L'Afer Manda-Leca

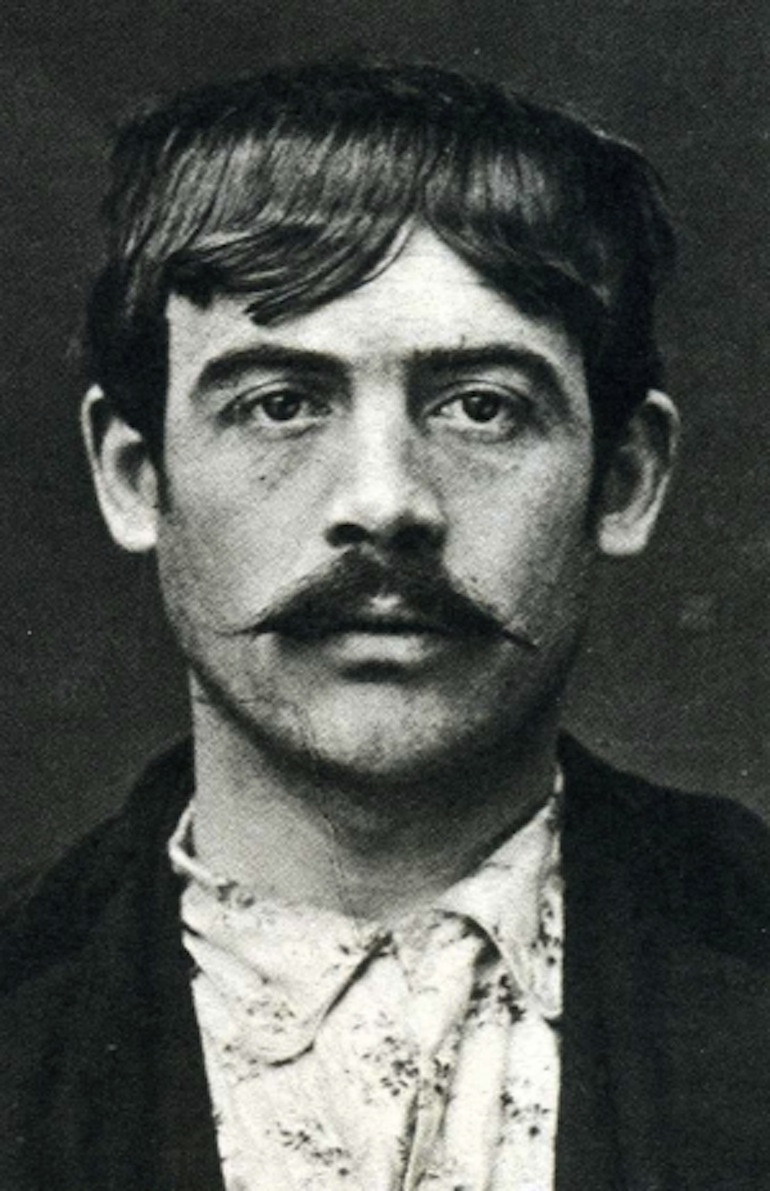
Fitxa judicial de François Leca.

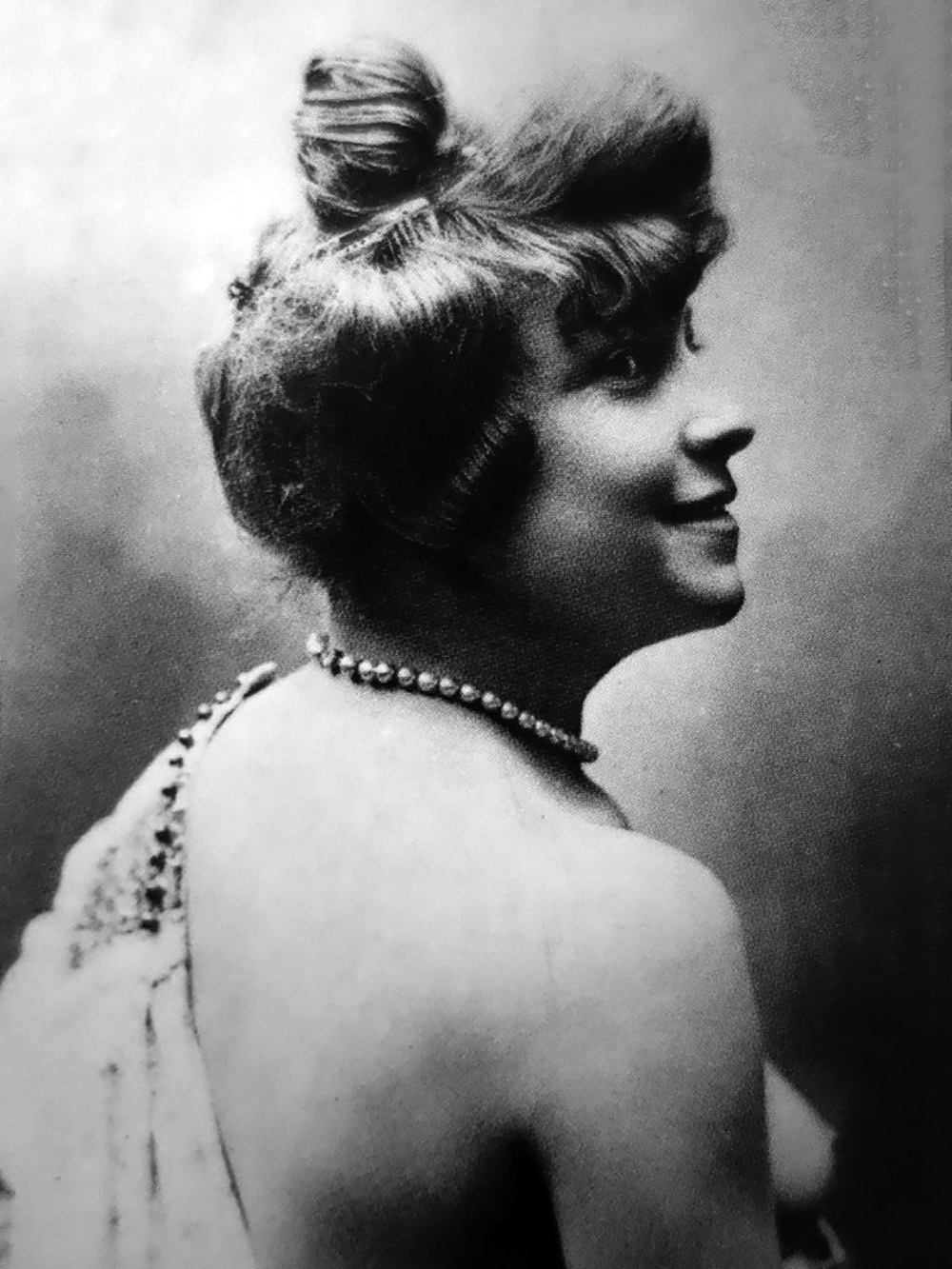
Amélie Élie fotografiada el 1900 per Eugène Pirou.

Va conèixer Dominique François Eugène Leca, dit François Leca, en un cau de les Halles anomenat Caveau des innocents. Manda reapareix, molest. Desencadena hostilitats apunyalant Leca. Manda és detingut, però Leca, no havent-lo reconegut davant la policia, és posat en llibertat immediatament. Consolida el seu avantatge atacant l'hotel on resideixen Leca i l'Amélie, sense que ningú resulti ferit. Es declara la guerra, una setmana després té lloc una batalla campal entre els la banda de Manda i la de Leca. Leca surt amb dues bales de revòlver al braç i a la cuixa i espera tres dies abans de ser atès a l'hospital de Tenon, on la policia acudeix a interrogar-lo i davant dels quals observa la mateixa llei de silenci.

En sortir de l'hospital, la banda de Manda va apunyalar Leca tres cops més al taxi que transportava l'home ferit. L'afer Manda-Leca és als titulars. Un periodista de Petit Journal, Arthur Dupin, està indignat: 
| « | Són costums apatxes, del Far West, indignes de la nostra civilització. Durant mitja hora, al mig de París, a mitja tarda, dues bandes rivals es van barallar per una noia dels fortins, una rossa amb un moll alt, pèl fet al gos! | » |

.
La policia torna a interrogar a Leca i es troba amb el mateix silenci. És el pare de Leca, esgotat per aquests atacs incessants del seu fill, qui acaba dient el nom de Manda, qui després fuig. Després d'una setmana d'exili a Londres, va tornar a Alfortville, on va ser reconegut, denunciat i detingut per un destacament d'una cinquantena de policies. La premsa corre, els escriptors produeixen cançons, obres de teatre. Els pintors demanen a l'Amélie que posi. Albert Depré fa el seu retrat que exposa al Saló. Les Bouffes du Nord la va contractar per interpretar-se a si mateix en una obra de teatre.
Leca i l'Amélie se'n beneficien i viuen d'aquests ingressos inesperats. Una felicitat de curta durada, ja que la batalla Manda-Leca continua, però aquesta vegada, Leca assumeix el paper de condemnat i es refugia a Bèlgica, on és atrapat. Res va canviar per a l'Amélie, una gran multitud va assistir al judici de Manda el maig de 1902, especialment per veure-la. Manda i Leca són condemnats a treballs forçats al penal de la Guaiana. Marxen cap a la Guaiana. Leca s'escapa l’11 de febrer de 1916 i no se’n va saber res. Manda serà alliberat el 1922 però, obligat a romandre a Guyana a causa de les regles de relació i arrest domiciliari, morirà a Saint-Laurent-du-Maroni el 20 de febrer de 1936.

## Darrers anys
Casque d'Or es va casar al 20è districte de París, el 27 de gener de 1917, i es va convertir en calcetera. El seu marit és un sabater anomenat André Alexandre Nardin, i cria dels seus quatre nebots. Va muntar amb ell un petit negoci de calceteria als mercats de Montreuil i Les Lilas.
L'any 1925, el periodista Jacques Roberti la va retrobar propietària de tres bordells a rue des Rosiers anomenats "Les Rosiers" i, responent a la seva entrevista, li va dir: "Aquest establiment, l'he dirigit. des de la seva fundació. Fa set anys que estic a Les Rosiers. Mai escàndol, mai soroll. Aquests senyors de la prefectura us podran dir... Digueu bé, si escriviu un article sobre mi, que ara sóc una bona esposa i que em guanyo la vida honradament.
Malalta de tuberculosi, va morir l’abril de 1933, als 55 anys. Està enterrada al cementiri Pasteur de Bagnolet.

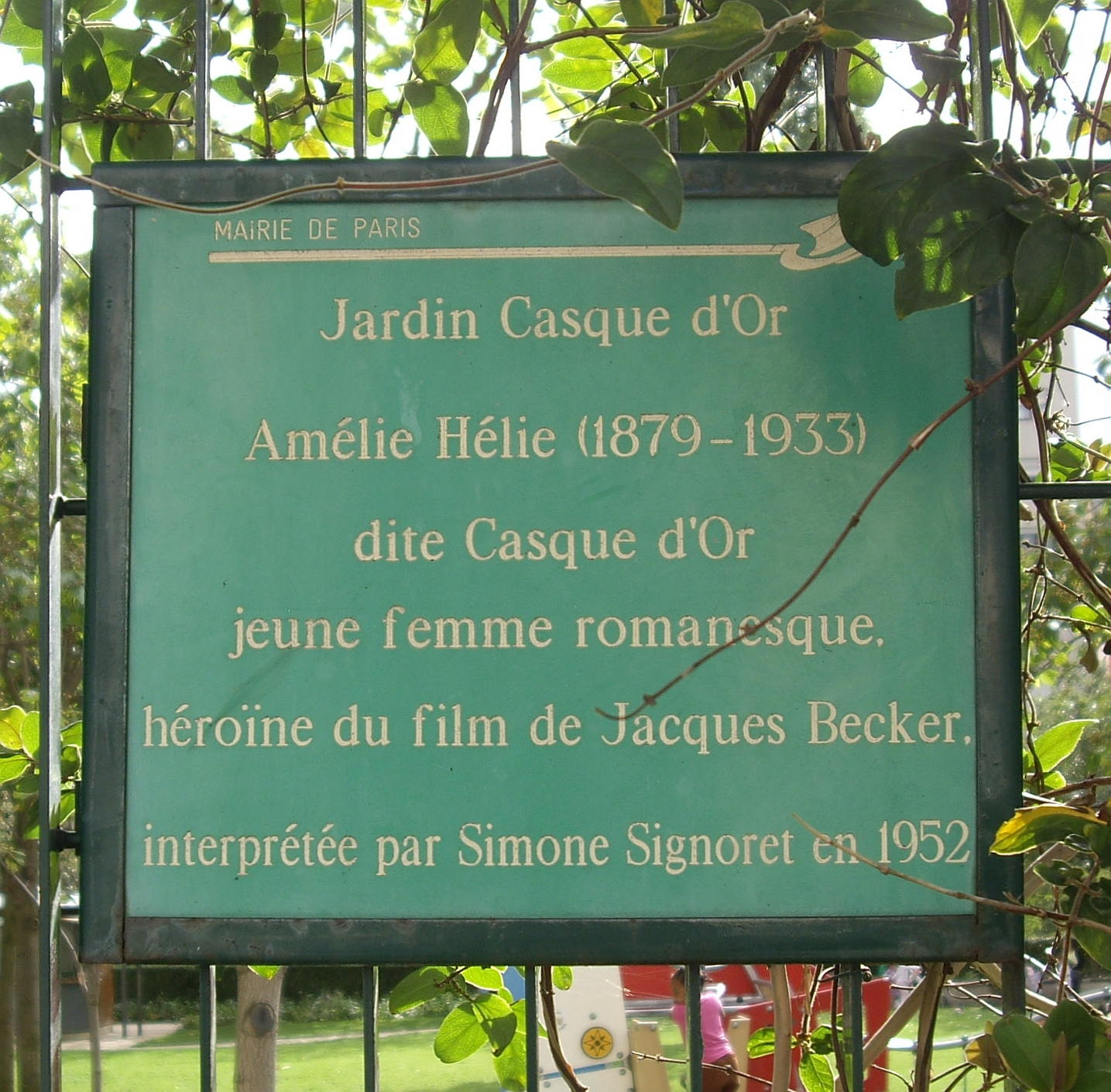
Panell commemoratiu al jardí Casque-d'Or al 20è districte.

## Homenatges
Un jardí parisenc, el jardí Casque-d'Or, creat el 1972 al 20è districte, li ret homenatge.
Li fou consagrada l'emissió radiofònica L'Heure du crime de Jacques Pradel a RTL de 29 de desembre de 2015: « La véritable histoire de Casque d’Or».
Text
- Mémoires de Casque d'Or, Amélie Elie, éditions L'Apprentie, collection illustrée "L'Illustr'Apprentie", 2022.[8]

Còmics
- Légende et réalité de Casque d'or, Glénat, 1976, guionista i dibuixant : Annie Goetzinger.
- La Fille de Paname, Le Lombard, 2011-2014, 2 volumes, guionista : Laurent Galandon, dibuixant-coloriste : Kas.

Cinema
La seva història va inspirar la pel·lícula Casque d'or de Jacques Becker, que havia de confirmar el talent de l'actriu Simone Signoret el 1952.
El 2023 la pel·lícula Apaches es basa en la història dels apaches de la Belle Époque l'heroïna principal dels quals està inspirada en Amélie Élie.